# Silom soi 2
Silom soi 2 (of Si Lom soi 2) is een kleine, overdekte soi (zijstraat) van Silom in Bangkok, en staat bekend om de homo-uitgaansgelegenheden. De kleine soi zit verstopt tussen de grote gebouwen aan Silom en is overdag uitgestorven. De soi is vlak bij het Bangkok Skytrain-station Sala Daeng, en de ingang zit naast de Burger King. 

## Gelegenheden
In de soi zit bijvoorbeeld de bekende discotheek DJ Station, welke 3 verdiepingen beslaat. Hier is tevens elke avond een show die rond 23.30 uur begint. 
Verder zijn er cafés te vinden welke net zo snel gaan als dat ze komen. 

## Entree en sluiting
Voordat men de soi in mag, moet men een legitimatiebewijs tonen waarop de leeftijd van de bezoeker staat. In de praktijk wordt er een onderscheid gemaakt tussen lokale en 
Westerse bezoekers; voor de laatste groep geldt de regel niet. Bij deze ingang is er de mogelijkheid om een kluisje te huren voor een avond om bijvoorbeeld een tas in op te bergen. 
Behalve de discotheek DJ Station sluiten alle gelegenheden om 2.00 uur precies. Meestal volgt DJ Station een half uur tot een uur later.